# Kobieca Kompania Propagandowa
Kobieca Kompania Propagandowa (niem. Weibliche Propaganda-Einsatz-Kompanie, ros. Женская рота пропагандисток) – ochotniczy kolaboracyjny oddział propagandowy pod koniec II wojny światowej.
Oddział został sformowany latem 1944 r. z inicjatywy Sonderführera (K) Marii de Smeth. Stacjonował w miasteczku Ligat w rejonie Rygi. Wchodził w skład SS-Standarte Kurt Eggers. W skład oddziału wchodziły Rosjanki, które ukończyły kursy propagandowe Rosyjskiej Armii Wyzwoleńczej (ROA), prowadzone od końca 1943 r. w Pskowie pod kierownictwem M. de Smeth. Krótko po utworzeniu kompanii propagandystki postanowiły podporządkować się ROA. W tym celu wysłały pismo do gen. Andrieja A. Własowa z prośbą o zmianę dowódczyni oddziału, ale Niemcy nie zgodzili się na to. Maria de Smeth odmawiała podporządkowania się osobiście dowódcy ROA. Do głównych zadań oddziału należało prowadzenie propagandy o charakterze proniemieckim i antysowieckim na okupowanych przez Niemców północnych obszarach ZSRR. Ponadto propagandystki zajmowały się pomocą socjalną dla dzieci, starców i inwalidów. Pośredniczyły też w kontaktach pomiędzy miejscową ludnością cywilną i niemieckimi władzami okupacyjnymi. Jesienią 1944 r., kiedy Armia Czerwona zbliżała się do Rygi, oddział został przeniesiony do Królewca. Kompania liczyła wówczas ok. 150 Rosjanek, w tym kilku mężczyzn. Na przełomie stycznia/lutego 1945 r. oddział skierowano do wsi Dabendorf pod Berlinem, gdzie mieściła się szkoła propagandystów ROA. Podporządkowano go zastępcy szefa oddziału organizacyjno-metodycznego Głównego Zarządu Propagandy Komitetu Wyzwolenia Narodów Rosji (KONR). Maria de Smeth planowała przekazać grupę propagandystek do grupy propagandowej 1 Dywizji Piechoty Sił Zbrojnych Komitetu Wyzwolenia Narodów Rosji, ale Niemcy nie zgodzili się na to. Wkrótce oddział wszedł w skład nowo formowanej 2 Dywizji Piechoty Sił Zbrojnych KONR. Pod koniec kwietnia 1945 r. podczas odwrotu na południe oddział otrzymał rozkaz rozformowania się. Poszczególne propagandystki miały pojedynczo lub małymi grupkami przedzierać się z powrotem do Niemiec.